# Callidora atrognatha
Callidora atrognatha là một loài tò vò trong họ Ichneumonidae.